# 马德里迪德乌斯迪米纳斯
马德里迪德乌斯迪米纳斯是巴西米纳斯吉拉斯州的一个市镇。总面积493.569平方公里，总人口4951人，人口密度10人/平方公里。